# Karl Wilhelm Walch
Karl Wilhelm Walch (* 3. Februar 1776 in Jena; † 29. Juni 1853 ebenda) war ein deutscher Rechtswissenschaftler.

## Leben
Karl Wilhelm war der Sohn des Jenaer Rechtsprofessors Karl Friedrich Walch und dessen Frau Magdalena Maria Eccard. Am Gymnasium Altenburg hatte er sich das Bildungsrüstzeug bei dem dort ab 1793 wirkenden Lehrer Christian Friedrich Böhme (* 3. Oktober 1766 in Eisenberg; † 9. Juli 1844 in Lucka) erworben. Im Anschluss bezog er die Universität Jena. Der Vater als Professor der Hochschule ließ ihn den Traditionen gemäß als unmittelbaren Verwandten kostenlos immatrikulieren, was am 5. Juli 1779 erfolgte. Er studierte zunächst an der philosophischen Fakultät Logik bei Johann August Heinrich Ulrich, Ethik bei Carl Leonhard Reinhold, Mathematik bei Johann Heinrich Voigt, Physik bei Lorenz Johann Daniel Suckow und Geschichte bei Christoph Gottlob Heinrich. Danach wechselte er an die juristische Fakultät, wo neben dem Vater Johann August Reichardt, Johann Ludwig von Eckardt und Andreas Joseph Schnaubert seine prägenden Lehrer wurden. 
Am 28. April 1797 verteidigte er die Arbeit de prasciptione sevitutum constitutiva und wurde zum Doktor der Rechte promoviert. 1797 habilitierte er sich als Privatdozent und wurde 1798 Advokat am Hofgericht in Jena. 1804 übernahm er eine Stelle als außerordentlicher Beisitzer am Jenaer Schöppenstuhl, 1808 wurde er außerordentlicher Professor der Rechte an der Salana und 1819 ordentlicher Professor an der Bildungseinrichtung. Mit letzterer Stelle verbunden wurde er Oberappellationsrat, ordentlicher Beisitzer am Jenaer Schöppenstuhl und Justizrat. Später wurde er noch geheimer Justizrat, war Mitglied Lateinischen Gesellschaft in Jena und wurde am 5. September 1813 Ehrenmitglied der mineralogischen Gesellschaft in Jena. Seine Vorlesungen umfassten die Geschichte des römischen Rechts, die Instituten, deutsches Privatrecht und Prozessrecht. Zudem beteiligte er sich an den organisatorischen Aufgaben der Hochschule. So war er einige Male Dekan der Juristenfakultät und in den Sommersemestern 1823, 1842 Rektor der Alma Mater. 
Walch heiratete am 25. September 1821 Christiane Friederike Wilhelmine Herzlieb, die Tochter des Pfarrers in Züllichau Christian Friedrich Karl Herzlieb (* 4. Dezember 1760 in Warchau; † 19. März 1794 in Züllichau). Die Ehe blieb kinderlos und verlief sehr unglücklich. Nach der Eheschließung entwickelte seine Frau eine Apathie gegen ihren Mann und zog im Herbst 1822 zu ihrem Bruder dem Superintendenten in Prittag bei Züllichau Carl Christian Herzlieb (* 10. September 1785 in Rathenow; † 28. April 1832 in Prittag). Trotz der Umstände hinterließ Walch nach seinem Tod seiner Frau eine nicht unansehnliche Geldsumme.

## Werke (Auswahl)
- Diss. inaug de praescriptione servitutum constitutiva. Jena 1797 (Online)
- Praefatus de mutata a Constantino M. testamenti iuris civilis forma. Jena 1823 (Dekanatsprogramm für Gustav Adolph Martin)
- Commentationis ad constitutionem Si Quis Sacer. cod. Theodos. de officio praefecti urbis a viro cel. Walthero Friderico Clossio e membranis Bibliothecae Ambrosianae Mediolanensis editam Particula I. Jena 1829 (Dekanatsprogramm für Gustav Alexander Frank, Online)
- Praemissa Commentationis ad constitutionem si Quis Sacer. cod. Theodos. de officio praefecti urbis a viro cel. Walthero Frider. Clossio e membranis Bibliothecae Ambrosianae editam Particula II. Jena 1836 (Dekanatsprogramm zur Promotion von Hermann Theophil Heumann, Online)
- Praefatus de aetate fragmenti veteris iurisconsulti de iure Fisci. Jena 1838 (Dekanatsprogramm zur Promotion von Oskar von Wydenburgk (1815–1876), Online)
- Praefatus De antestato in mancipatione. Jena 1840 (Dekanatsprogramm zur Promotion von Friedrich Theodor Albert Schmid (* 1812), Online)

Gab heraus:
- Christian Heinrich Eckhard: Hermeneutica juris. Leipzig 1801/02

## Weblink
- Werke von und über Karl Wilhelm Walch in der Deutschen Digitalen Bibliothek

| Personendaten    | Personendaten                   |
| ---------------- | ------------------------------- |
| NAME             | Walch, Karl Wilhelm             |
| KURZBESCHREIBUNG | deutscher Rechtswissenschaftler |
| GEBURTSDATUM     | 3. Februar 1776                 |
| GEBURTSORT       | Jena                            |
| STERBEDATUM      | 29. Juni 1853                   |
| STERBEORT        | Jena                            |